# Condac
Condac est une commune du Sud-Ouest de la France située dans le département de la Charente, en région Nouvelle-Aquitaine.
Ses habitants sont les Condacois et les Condacoises.

## Géographie

### Localisation et accès
Condac est une commune située au nord du département de la Charente, à 2 km à l'est de Ruffec, dont elle fait pratiquement partie de l'agglomération, et au bord de la Charente.
Elle est aussi à 42 km d'Angoulême et 63 km de Poitiers. Elle est située sur la D 740, route de Ruffec à Confolens qui traverse le fleuve à cet endroit, et elle est distante de 15 km de Champagne-Mouton et 34 km de Confolens.

### Hameaux et lieux-dits
La commune comprend les premières maisons de l'agglomération ruffécoise à l'ouest : Voleperdrix. Elle comprend aussi quelques hameaux, comme la Leigne, situé au sud sur la rive gauche de la Charente, et Madanville et Rejallant à l'ouest. Il y a aussi de nombreux petits domaines et fermes.

### Communes limitrophes
|        | Taizé-Aizie |          |
| Ruffec | Condac      | Bioussac |
|        | Barro       |          |

### Géologie et relief
Géologiquement, la commune est dans le calcaire du Jurassique du Bassin aquitain, comme tout le Nord-Charente. Plus particulièrement, le Bathonien occupe une grande partie de la commune, avec du Callovien au sud-est et à l'extrême sud-ouest. Des altérites sous forme d'argile à silex couvrent une petite partie nord ainsi que la limite orientale. La vallée de la Charente est couverte par des alluvions du Quaternaire dont les plus anciennes ont formé des terrasses comme au bourg. On trouve aussi quelques zones de sable argileux sur des sommets, au nord et au sud-est,,.
Le relief de la commune est celui d'un bas plateau traversé du nord au sud par la vallée de la Charente. Le point culminant de la commune est à une altitude de 141 m, situé non loin de la limite orientale, au sud de la route de Confolens. Le point le plus bas est à 77 m, situé le long de la Charente en limite sud. Le bourg, construit sur la rive droite, s'étage entre 80 et 110 m d'altitude.

### Hydrographie

#### Réseau hydrographique

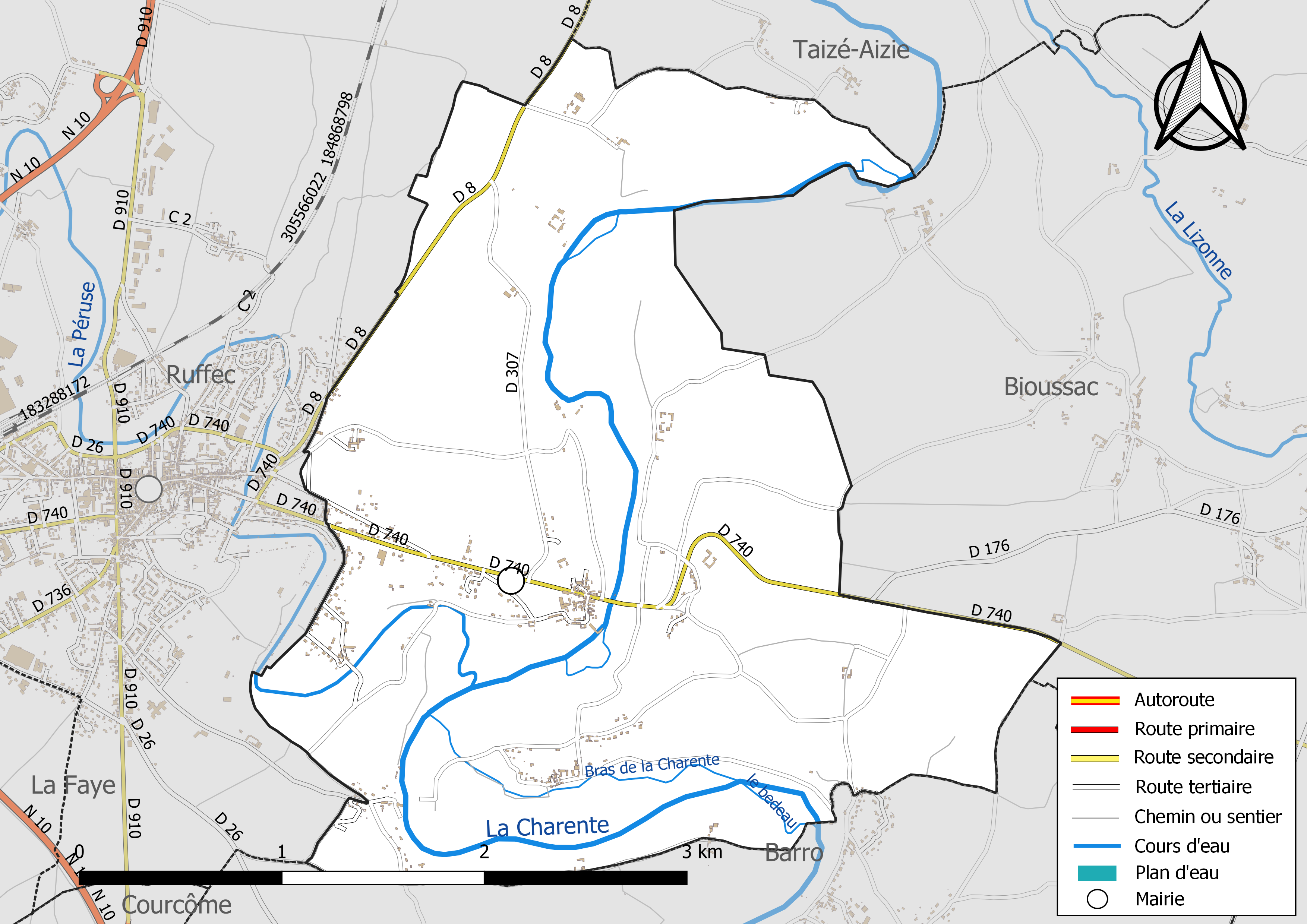
Réseaux hydrographique et routier de Condac.

La commune est située dans le bassin versant de la Charente au sein  du Bassin Adour-Garonne. Elle est drainée par la Charente, le Péruse et le Bedeau, qui constituent un réseau hydrographique de 13 km de longueur totale,.
La Charente traverse la commune du nord au sud, en faisant quelques méandres. D'une longueur totale de 381,4 km, la Charente prend sa source en Haute-Vienne, dans la commune de Chéronnac, et se jette  dans le Golfe de Gascogne, après avoir traversé 117 communes.
Sur sa rive droite et en aval du bourg, elle reçoit le Lien, ruisseau qui passe à Ruffec et qui s'appelle la Péruse plus en amont. D'une longueur totale de 23,9 km, il prend sa source dans les Deux-Sèvres, dans la commune de Sauzé-Vaussais, et se jette  dans la Charente sur la commune, après avoir traversé 7 communes.

#### Gestion des eaux
Le territoire communal est couvert par le schéma d'aménagement et de gestion des eaux (SAGE) « Charente ». Ce document de planification, dont le territoire correspond au bassin de la Charente, d'une superficie de 9 300 km2, a été approuvé le 19 novembre 2019. La structure porteuse de l'élaboration et de la mise en œuvre est l'établissement public territorial de bassin Charente. Il définit sur son territoire les objectifs généraux d’utilisation, de mise en valeur et de protection quantitative et qualitative des ressources en eau superficielle et souterraine, en respect des objectifs de qualité définis dans le troisième SDAGE  du Bassin Adour-Garonne qui couvre la période 2022-2027, approuvé le 10 mars 2022.

### Climat
Comme dans les trois quarts sud et ouest du département, le climat est océanique aquitain, légèrement dégradé au nord du département aux abords du seuil du Poitou.

## Urbanisme

### Typologie
Au 1er janvier 2024, Condac est catégorisée commune rurale à habitat dispersé, selon la nouvelle grille communale de densité à 7 niveaux définie par l'Insee en 2022.
Elle appartient à l'unité urbaine de Ruffec, une agglomération intra-départementale dont elle est une commune de la banlieue,. Par ailleurs la commune fait partie de l'aire d'attraction de Ruffec, dont elle est une commune de la couronne,. Cette aire, qui regroupe 30 communes, est catégorisée dans les aires de moins de 50 000 habitants,.

### Occupation des sols
L'occupation des sols de la commune, telle qu'elle ressort de la base de données européenne d’occupation biophysique des sols Corine Land Cover (CLC), est marquée par l'importance des territoires agricoles (82,8 % en 2018), en diminution par rapport à 1990 (86,8 %). La répartition détaillée en 2018 est la suivante : 
terres arables (51,3 %), zones agricoles hétérogènes (25 %), forêts (11,9 %), prairies (6,5 %), zones urbanisées (5,3 %). L'évolution de l’occupation des sols de la commune et de ses infrastructures peut être observée sur les différentes représentations cartographiques du territoire : la carte de Cassini (XVIIIe siècle), la carte d'état-major (1820-1866) et les cartes ou photos aériennes de l'IGN pour la période actuelle (1950 à aujourd'hui).

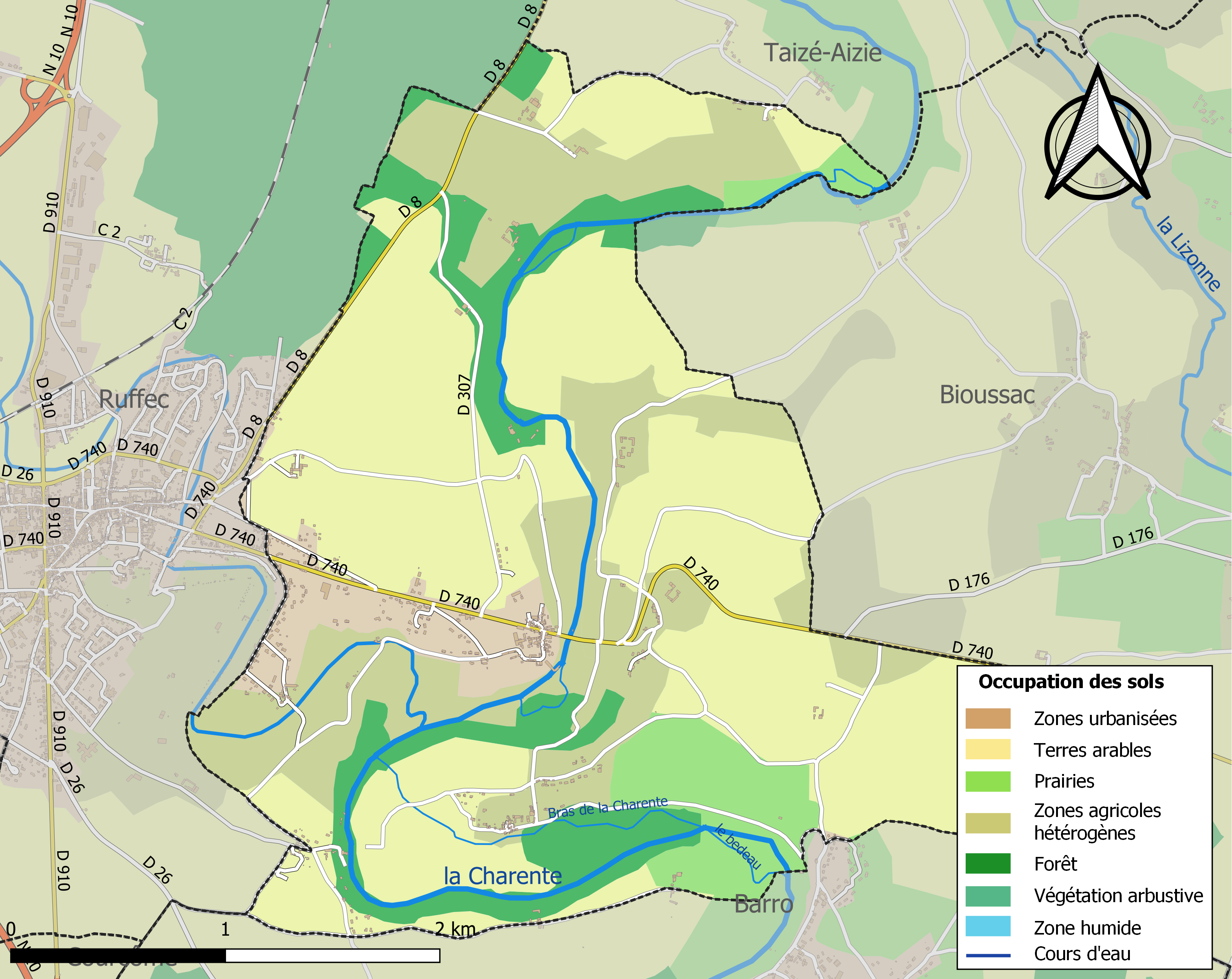
Carte des infrastructures et de l'occupation des sols de la commune en 2018 (CLC).

### Risques majeurs
Le territoire de la commune de Condac est vulnérable à différents aléas naturels : météorologiques (tempête, orage, neige, grand froid, canicule ou sécheresse), inondations et séisme (sismicité modérée). Il est également exposé à un risque technologique, la rupture d'un barrage. Un site publié par le BRGM permet d'évaluer simplement et rapidement les risques d'un bien localisé soit par son adresse soit par le numéro de sa parcelle.

#### Risques naturels
Certaines parties du territoire communal sont susceptibles d’être affectées par le risque d’inondation par débordement de cours d'eau, notamment la Charente et la Péruse. La commune a été reconnue en état de catastrophe naturelle au titre des dommages causés par les inondations et coulées de boue survenues en 1982, 1983 et 1999,.

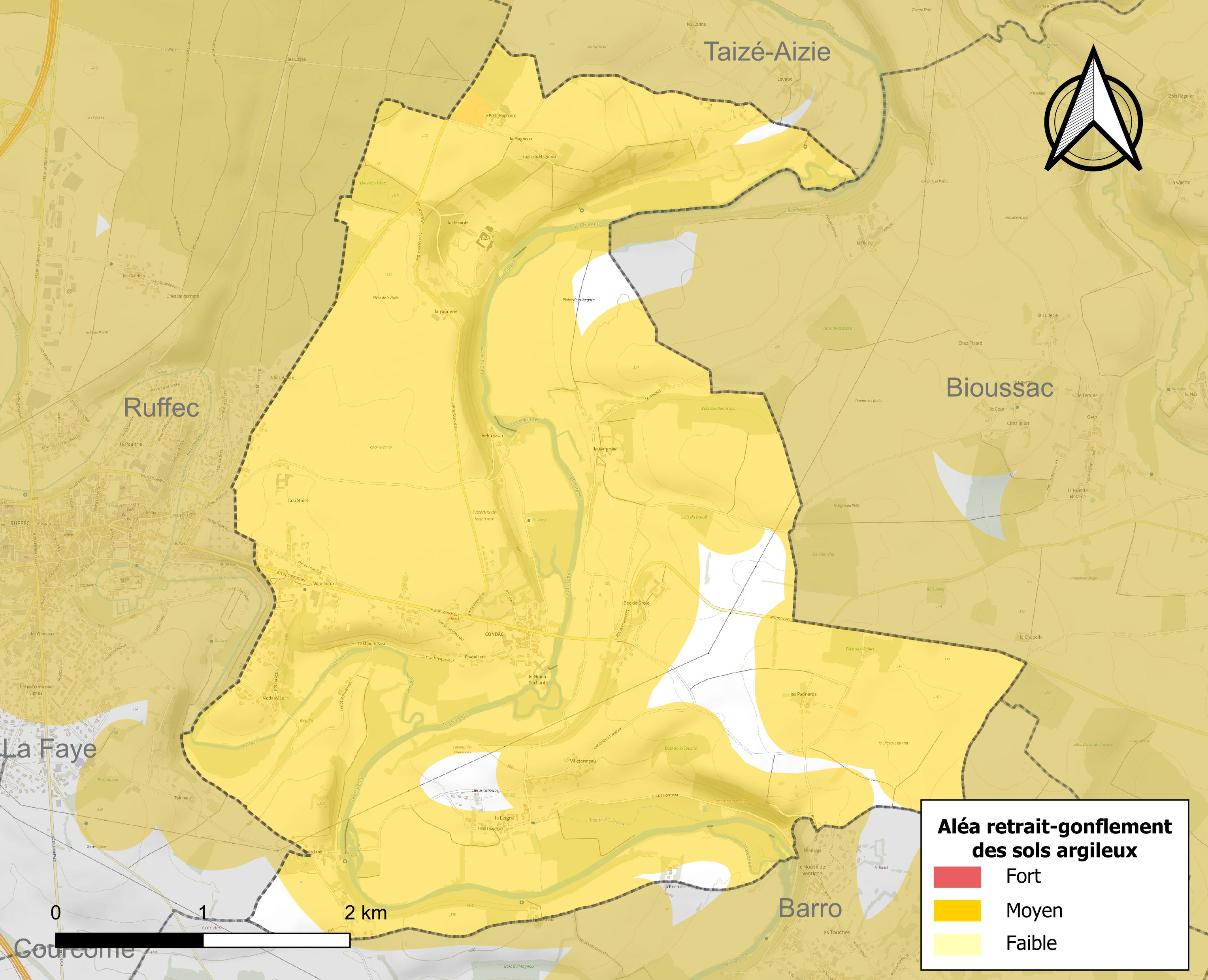
Carte des zones d'aléa retrait-gonflement des sols argileux de Condac.

Le retrait-gonflement des sols argileux est susceptible d'engendrer des dommages importants aux bâtiments en cas d’alternance de périodes de sécheresse et de pluie. 93,3 % de la superficie communale est en aléa moyen ou fort (67,4 % au niveau départemental et 48,5 % au niveau national). Sur les 271 bâtiments dénombrés sur la commune en 2019,  266 sont en aléa moyen ou fort, soit 98 %, à comparer aux 81 % au niveau départemental et 54 % au niveau national. Une cartographie de l'exposition du territoire national au retrait gonflement des sols argileux est disponible sur le site du BRGM,.
Par ailleurs, afin de mieux appréhender le risque d’affaissement de terrain, l'inventaire national des cavités souterraines permet de localiser celles situées sur la commune.
Concernant les mouvements de terrains, la commune a été reconnue en état de catastrophe naturelle au titre des dommages causés par des mouvements de terrain en 1999.

#### Risques technologiques
La commune est en outre située en aval du barrage de Mas Chaban, un ouvrage de classe A. À ce titre elle est susceptible d’être touchée par l’onde de submersion consécutive à la rupture de cet ouvrage.

## Toponymie
Les formes anciennes sont Condacinsis vicaria à la fin du Xe siècle, Condato en 1280, Condat (non daté).
L'origine du nom de Condac remonterait à un nom de personne gaulois Condus auquel est apposé le suffixe -acum, ce qui correspondrait au « domaine de Condus ». Dottin évoque une forme abrégée de Condomagus signifiant "le champ ou le marché de Condus", ce qui exclut la forme ancienne pourtant attestée condate souvent liée à un confluent à l'époque romaine, Condac étant au confluent du Lien et de la Charente,.

## Histoire
Un cimetière gallo-romain avec tuiles à rebord a été trouvé à la fin du XIXe siècle.
Au Moyen Âge, Condac dépendait de l'abbaye de Nanteuil.
Condac était sur le chemin de Saint-Jacques-de-Compostelle qui passait en Charente par Nanteuil-en-Vallée, Tusson, Saint-Amant-de-Boixe, Angoulême, Mouthiers, Puypéroux, Aubeterre. Les pèlerins traversaient la Charente au « gué de Rejallant ».
Entre le Xe et XVIIIe siècles, comme sa voisine Ruffec, Condac était le siège d'une viguerie, qui rendait la justice localement. Elle était alors dans le diocèse de Poitiers, puis fut rattachée aux six autres du comté d'Angoulême, qui en comptera une vingtaine de par son extension au XIe siècle.
Un souvenir historique reste attaché à Condac. Au mois de mars 1442, vers la fin de la guerre de Cent Ans, le roi Charles VII de France, préparant l'expédition de Guyenne contre les Anglais, se trouvait à Ruffec pour les fêtes de Pâques en compagnie du dauphin âgé de 19 ans et plusieurs hommes de sa cour. Le jour du Vendredi saint, le roi et son fils, accompagnés du duc du Maine et de Louis de Valori, se promenaient en bateau sur la Charente, lorsque l'embarcation fut prise par le courant et vint chavirer sur l'écluse d'un moulin; le roi et sa suite faillirent se noyer. C'est à cette occasion que le dauphin, le futur roi Louis XI, s'y rendit en pèlerinage et plus tard, fit reconstruire la chapelle et y fonda un chapitre.
Les plus anciens registres paroissiaux remontent à 1629.

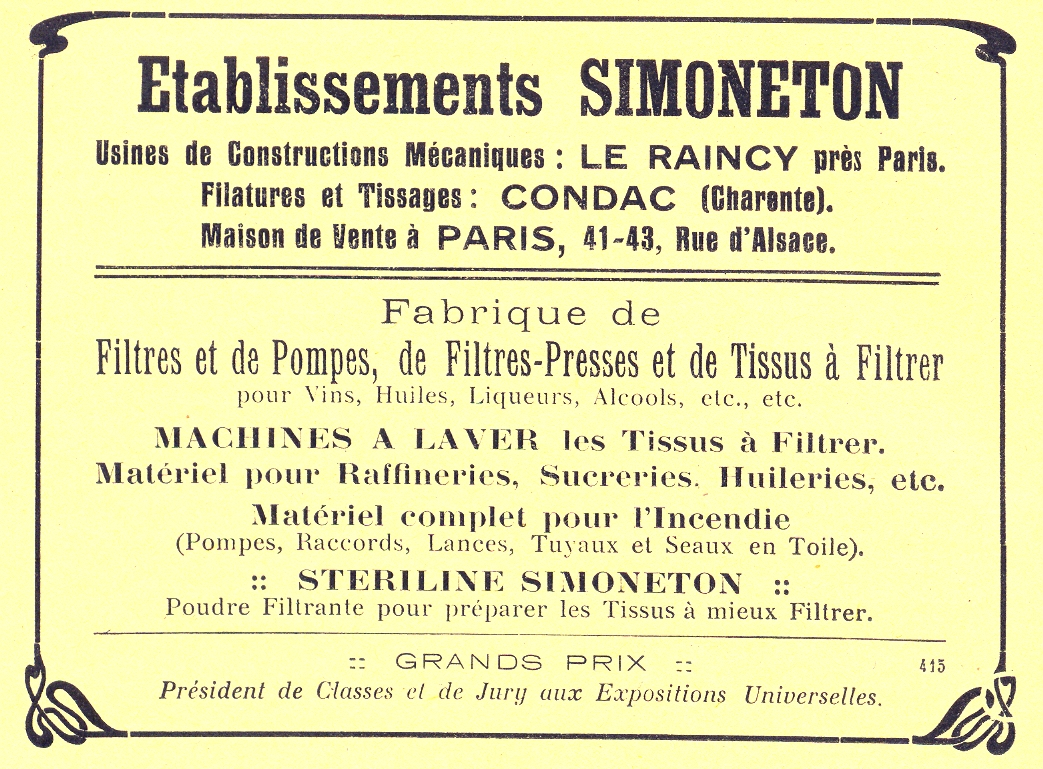
Ancienne annonce publicitaire concernant les établissements Simoneton à Condac en 1922.

La minoterie à meules située au lieu-dit le Moulin Enchanté, construite en 1771 sur l'ordre du comte de Broglie et marquis de Ruffec, fut la plus importante du département de la Charente. Elle fut transformée en usine de filature et de tissage au début du XIXe siècle (établissement Simoneton, filatures et tissage de la Charente) puis en partie détruite vers 1940. Un restaurant s'y est construit vers 1980.
Au début du XXe siècle, deux autres minoteries fonctionnaient sur la Charente en amont, à Refousson et Grégueuil. Un autre moulin, situé sur le lien, existait à Moulin Neuf.

## Politique et administration

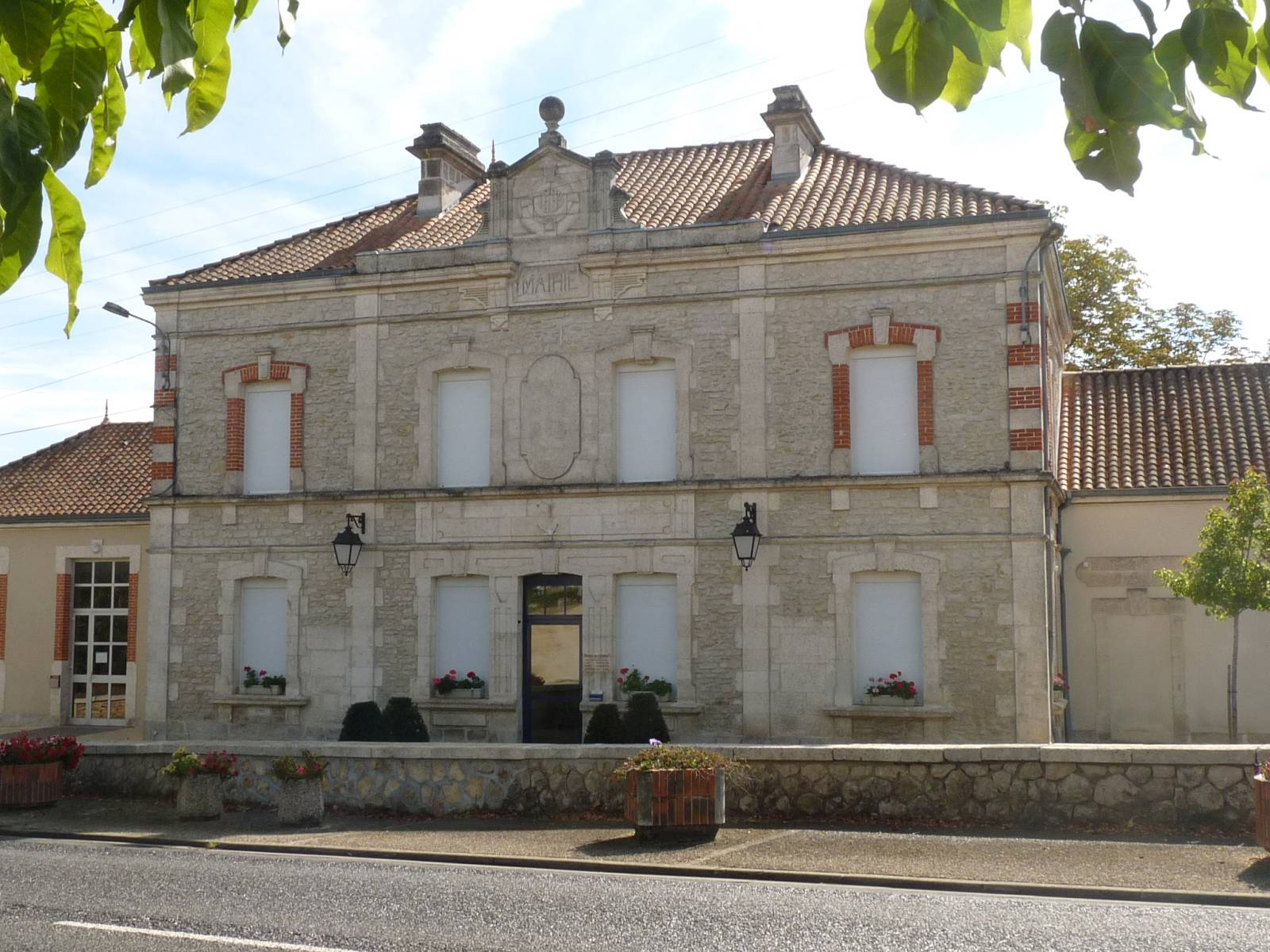
La mairie.

| Période                                  | Période  | Identité            | Étiquette | Qualité     |
| ---------------------------------------- | -------- | ------------------- | --------- | ----------- |
| 1991                                     | 2008     | Marie-France Suaud  |           |             |
| 2008                                     | En cours | Christophe Demaille | SE        | Agriculteur |
| Les données manquantes sont à compléter. |          |                     |           |             |

## Démographie

### Évolution démographique
L'évolution du nombre d'habitants est connue à travers les recensements de la population effectués dans la commune depuis 1793. Pour les communes de moins de 10 000 habitants, une enquête de recensement portant sur toute la population est réalisée tous les cinq ans, les populations de référence des années intermédiaires étant quant à elles estimées par interpolation ou extrapolation. Pour la commune, le premier recensement exhaustif entrant dans le cadre du nouveau dispositif a été réalisé en 2007.

En 2022, la commune comptait 460 habitants, en évolution de −2,75 % par rapport à 2016 (Charente : −0,48 %, France hors Mayotte : +2,11 %).
| 1793 | 1800 | 1806 | 1821 | 1831 | 1841 | 1846 | 1851 | 1856 |
| ---- | ---- | ---- | ---- | ---- | ---- | ---- | ---- | ---- |
| 489  | 576  | 519  | 517  | 453  | 472  | 499  | 504  | 496  |

| 1861 | 1866 | 1872 | 1876 | 1881 | 1886 | 1891 | 1896 | 1901 |
| ---- | ---- | ---- | ---- | ---- | ---- | ---- | ---- | ---- |
| 462  | 449  | 437  | 390  | 422  | 411  | 405  | 369  | 375  |

| 1906 | 1911 | 1921 | 1926 | 1931 | 1936 | 1946 | 1954 | 1962 |
| ---- | ---- | ---- | ---- | ---- | ---- | ---- | ---- | ---- |
| 384  | 373  | 355  | 330  | 300  | 318  | 341  | 287  | 277  |

| 1968 | 1975 | 1982 | 1990 | 1999 | 2006 | 2007 | 2012 | 2017 |
| ---- | ---- | ---- | ---- | ---- | ---- | ---- | ---- | ---- |
| 327  | 376  | 401  | 429  | 470  | 472  | 472  | 466  | 477  |

| 2022 | - | - | - | - | - | - | - | - |
| ---- | - | - | - | - | - | - | - | - |
| 460  | - | - | - | - | - | - | - | - |

### Pyramide des âges
La population de la commune est relativement âgée.
En 2018, le taux de personnes d'un âge inférieur à 30 ans s'élève à 24,4 %, soit en dessous de la moyenne départementale (30,2 %). À l'inverse, le taux de personnes d'âge supérieur à 60 ans est de 36,6 % la même année, alors qu'il est de 32,3 % au niveau départemental.
En 2018, la commune comptait 230 hommes pour 240 femmes, soit un taux de 51,06 % de femmes, légèrement inférieur au taux départemental (51,59 %).
Les pyramides des âges de la commune et du département s'établissent comme suit.
| Hommes | Classe d’âge | Femmes |
| ------ | ------------ | ------ |
| 0,0    | 90 ou +      | 0,8    |
| 11,4   | 75-89 ans    | 11,4   |
| 23,2   | 60-74 ans    | 26,4   |
| 22,2   | 45-59 ans    | 26,8   |
| 14,1   | 30-44 ans    | 14,6   |
| 16,2   | 15-29 ans    | 12,8   |
| 12,9   | 0-14 ans     | 7,2    |

| Hommes | Classe d’âge | Femmes |
| ------ | ------------ | ------ |
| 1      | 90 ou +      | 2,7    |
| 9,2    | 75-89 ans    | 12     |
| 20,6   | 60-74 ans    | 21,3   |
| 20,7   | 45-59 ans    | 20,3   |
| 16,8   | 30-44 ans    | 16     |
| 15,6   | 15-29 ans    | 13,4   |
| 16,1   | 0-14 ans     | 14,3   |

## Économie
Actuellement la principale activité provient de la discothèque « Le Moulin Enchanté ».

## Culture locale et patrimoine

### Lieux et monuments
Le château de Grégueuil a été construit au XVIIe siècle (il est daté de 1665) et remanié  au XIXe siècle. Deux tours, une ronde et une carrée en sont séparées et l'encadrent.
Des maisons du village sont marquées de croix de Saint-André.
Le patrimoine environnemental est constitué de la vallée de la Charente, zone Natura 2000 et de sources.